# Relaciones Arabia Saudita-Turquía
Arabia Saudita y Turquía han disfrutado de una relación económica amistosa, pero han tenido una relación política tensa. Arabia Saudita cuenta con una embajada en Ankara y un consulado general en Estambul mientras que Turquía cuenta con una embajada en Riad y un consulado general en Yeda. Ambos países son miembros  de la Organización Mundial de Comercio y la Organización para la Cooperación Islámica.
Según una encuesta de opinión a escala mundial de 2013 del Centro de Investigaciones Pew, los turcos tienen la percepción más negativa de Arabia Saudita de todos los países musulmanes encuestados, con 26 % que expresa una percepción favorable y 53 % que expresa un percepción desfavorable.

## Historia
En 1517, los gobernantes hachemíes del Hiyaz prometieron lealtad al sultán otomano tras la conquista otomana de Egipto, lo que puso a las ciudades santas de La Meca y Medina bajo protectorado otomano hasta la rebelión árabe de 1916 cuando el jerife Husayn de La Meca los expulsó con la ayuda de Gran Bretaña.
Además, los otomanos tenían conflictos con la Casa de Saúd, el primer estado saudita, que conllevaron a la Guerra otomana-wahhabi. Muchos líderes sauditas fueron ejecutados en Estambul o asesinados durante la guerra.

## Historia moderna
Las relaciones entre Turquía y Arabia Saudita empezaron en 1932, tras la creación del nuevo Reino de Arabia Saudita. Estas atraviesan dificultades debido a la crisis diplomática de Catar de 2017, ya que Turquía apoya a Catar en contra de Arabia Saudita en la actual disputa diplomática.
M. Nicolas J. Firzli del Consejo Mundial de Pensiones sostuvo que el gobierno turco ha buscado utilizar la crisis a su favor al fomentar una agenda expansionista neootomana a expensas del Consejo de Cooperación del Golfo:

Por su parte, Turquía y un renaciente Irán están utilizando de forma cínica la enconada crisis para fomentar una agenda específica: la reconstrucción de bastiones militares y económicos en todo el “flanco oriental” de la península arábiga desde Omán hasta el sur de Irak, una zona del mundo de la que fueron expulsados por la Marina Real británica en 1917, hace exactamente cien años. El tablero de ajedrez local se está viendo copado por demasiados jugadores ávidos, en un momento en que muchos políticos británicos y estadounidenses parecen haber perdido interés en esta parte del mundo. Esta no es una buena señal para la estabilidad a largo plazo de la región MENA.
M. Nicolas J. Firzli

En respuesta, Arabia Saudita ha amenazado con imponer sanciones en contra de Turquía, y ha mantenido conversaciones con los Emiratos Árabes Unidos respecto a frenar la “política expansionista turca”. A su vez, el presidente turco Recep Tayyip Erdoğan ha acusado a Arabia Saudita de ser no islámica y de herejía. Además, Turquía ha desplegado tropas para defender al gobierno de Catar de un intento de golpe por parte de Arabia Saudita y los Emiratos Árabes Unidos.
El 2 de octubre de 2018, el periodista y escritor saudí de The Washington Post, Jamal Khashoggi, fue asesinado en el consulado saudí de Estambul. Se ha alegado ampliamente que  fue asesinado por el gobierno saudí, incluido Erdogan, aunque se ha abstenido de criticar directamente a Arabia Saudita y en cambio, ha sugerido que la culpa es del príncipe heredero Mohammad bin Salman. 
Después del incidente, el príncipe Mohammad rechazó el concepto de una ruptura con Turquía, afirmando: "Muchos están tratando de... abrir una brecha entre Arabia Saudita y Turquía... No podrán hacerlo mientras haya un rey Salman, un Mohammad bin Salman y un presidente Erdogan". Casi un mes después de la muerte de Khashoggi, Erdogan acusó directamente al gobierno saudí de asesinar al periodista. Erdogan dijo: "Sabemos que la orden de matar a Khashoggi provino de los niveles más altos del gobierno saudí". También dijo que "los titiriteros detrás del asesinato de Khashoggi" quedarían expuestos. Yasin Aktay, un alto funcionario turco y asesor de Erdogan cree que el cuerpo de Khashoggi se disolvió en ácido después de ser desmembrado. Dijo: "La razón por la que desmembraron el cuerpo de Khashoggi fue para disolver sus restos más fácilmente. Ahora vemos que no solo desmembraron su cuerpo, sino que también lo vaporizaron".
La película Kingdoms of Fire, emitida por MBC en 2019, fue financiada parcialmente por Arabia Saudita, agravada aún más por la representación de los turcos otomanos como gente violenta, despiadada e incivilizada. Esto había generado críticas en Turquía. 
El ataque aéreo del Aeropuerto Internacional de Bagdad en 2020, donde el general iraní Qasem Soleimani fue asesinado por Estados Unidos, había revelado la naturaleza complicada de la relación entre Arabia Saudita y Turquía, y ambos países aprobaron, en secreto, el ataque aéreo con la esperanza de eliminar una grave amenaza. de Irán a las ambiciones de ambos países en el Medio Oriente.
En febrero de 2020, el ministro de Relaciones Exteriores de Arabia Saudita, Adel al-Jubeir, acusó a Turquía de financiar y patrocinar las "milicias extremistas" en Somalia, Libia y Siria. Arabia Saudita también se movió para bloquear todos los sitios web turcos en Arabia Saudita. En respuesta, Ankara anunció que bloquearía todos los sitios web saudíes y emiratíes en el país.